# Gillespiea
Gillespiea là một chi thực vật có hoa trong họ Thiến thảo (Rubiaceae).

## Loài
Chi Gillespiea gồm các loài: